# Wendell Phillips

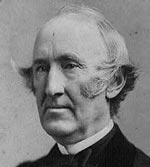
Wendell Phillips.

Wendell Phillips (Boston, 29 de noviembre de 1811 - 2 de febrero de 1884) fue un abogado estadounidense que defendió la causa del abolicionismo y a los indígenas norteamericanos. Miembro de la American Anti-Slavery Society, fue su presidente desde 1865 y estuvo considerado el mejor orador de la Sociedad.

## Biografía
Wendell Phillips nació en Boston el 29 de noviembre de 1811. Su familia tenía una muy buena posición económica y su padre, John Phillips, desempeñaba una importante carrera política que lo había llevado a ser el primer alcalde de Boston. Wendell pudo estudiar en la Boston Latin School y en la Universidad de Harvard, donde se graduó en Derecho en 1833. Su profesor de oratoria fue Edward T. Channing, quien le inculcó la preferencia por un estilo sencillo, frente al florido lenguaje de oradores como Daniel Webster. En 1834 comenzó a ejercer.
El 21 de octubre de 1835, Wendell Phillips presenció un intento de linchamiento a George Thompson, que debía impartir una conferencia abolicionista organizada por la Boston Female Society. En 1836, atraído a la causa antiesclavista por William Lloyd Garrison, ingresó en la American Anti-Slavery Society, pese a la oposición de su familia, que incluso llegó a tratar de ingresarlo en un sanatorio mental. Contribuyó al periódico Liberator, dirigido por Garrison, y, en su faceta como orador, se le llegó a considerar el más popular de la Sociedad. En 1839 dejó de ejercer porque se negaba a prestar juramento sobre la Constitución de Estados Unidos, una constitución que, afirmaba, toleraba la esclavitud.
Durante la Guerra Civil, Phillips criticó a Abraham Lincoln por su falta de compromiso con la abolición de la esclavitud (el político abogaba por hacerlo de forma gradual), enfrentándose por ello a Garrison, que sí apoyó la reelección del Presidente. En 1865 pasó a presidir la Sociedad, tras abandonar Garrison la organización.
Después de aprobada la Decimoquinta Enmienda a la Constitución de los Estados Unidos en 1870, Phillips se dedicó a otras reivindicaciones sociales, como el sufragio femenino, el sufragio universal, los movimientos obreros o los derechos de los pueblos indígenas de Estados Unidos.